# Nobody’s Perfect (песня Jessie J)
«Nobody’s Perfect» — песня британской певицы Jessie J из её дебютного альбома Who You Are. Авторами песни стали Jessie J и Клауди Келли. Продюсером выступил Andre Brissett. Песня была отправлена на радиостанции 20 апреля 2011 года, и была выпущена 27 мая в качестве третьего сингла. Изначально релиз сингла на физическом носителе должен был состоятся 23 мая , но в дальнейшем был перенесен на 30 мая. Песня заняла девятую позицию в UK Singles Chart, став третьим синглом в карьере Джесси, который смог попасть в десятку чарта.

## О песне
Nobody’s Perfect является средне-темповой композицией. Лирика песни повествует о том, что нужно уметь прощать и признавать свои ошибки.
15 апреля 2011 года во время интервью для Digital Spy, Джесси объявила, что третьим синглом из альбома Who You Are станет «Nobody’s Perfect» добавив, что это её любимая песня из альбома. MTV сообщил, что сингл будет выпущен только в Великобритании.
20 апреля состоялся релиз сингла на радио.

## Критика
Песня получила смешанные отзывы. Большинство критиков похвалили сильные вокальные способности Jessie J. Другие назвали слабой для исполнительницы, претендующей на звание знаменитости «мирового масштаба».

## Музыкальное видео
Клип был снят на студии Nu Boyana Film в Софии, Болгария, 24 марта 2011 года, режиссёром клипа выступил Эмиль Нава. Премьера музыкального видео состоялась 14 апреля 2011 года на официальном канале Jessie J.
Сюжет клипа вдохновлен историей «Алиса в стране чудес» написанной британским писателем Льюисом Керолом.

## Список композиций
- Australian digital EP

1. «Nobody’s Perfect» (Album Version) — 4:19
2. «Nobody’s Perfect» (Single Version) — 3:44
3. «Nobody’s Perfect» (Alternative Version) — 4:16
4. «Nobody’s Perfect» (Acoustic Version) — 4:42
5. «Nobody’s Perfect» (Netsky Full Vocal Remix) — 4:55
6. «Nobody’s Perfect» (Steve Smart Remix) — 5:54

- UK CD single / digital EP

1. «Nobody’s Perfect» (Tom Elmhirst Radio Edit) — 3:41
2. «Nobody’s Perfect» (Acoustic Version) — 4:42
3. «Nobody’s Perfect» (Netsky Full Vocal Remix) — 4:55
4. «Nobody’s Perfect» (Steve Smart Remix) — 5:54

## Чарты
| Чарт (2011)                                | Высшая позиция |
| ------------------------------------------ | -------------- |
| Австралия (ARIA)                           | 9              |
| Австрия (Ö3 Austria Top 40)                | 46             |
| Бельгия/Фландрия (Ultratop 50)             | 49             |
| Бельгия/Валлония (Ultratip Bubbling Under) | 11             |
| Дания (Tracklisten)                        | 27             |
| Германия (GfK)                             | 40             |
| Ирландия (IRMA)                            | 14             |
| Нидерланды (Dutch Top 40)                  | 34             |
| Новая Зеландия (Recorded Music NZ)         | 10             |
| Великобритания (OCC UK Singles)            | 9              |